# Hermann Friedrich Stannius
Hermann Friedrich Stannius est un physiologiste allemand, né le 15 mars 1808 à Hambourg et mort le 15 janvier 1883 à Sachsenberg (de) à proximité de Schwerin.

## Biographie
Fils d'un commerçant, commence ses études de médecine à l'Akademisches Gymnasium (de) en 1825. Pour les compléter, il se rend à Berlin en 1828 puis à Breslau, où il obtient son doctorat en soutenant une thèse d'anatomie comparée le 26 novembre 1831. Il retourne alors à Berlin, où il devient assistant au Friedrichstädter-Krankenhaus jusqu'en 1837, tandis qu'il exerce dans un cabinet de ville. Parallèlement, il mène des recherches sur les insectes et en pathologie anatomique.
Le 3 octobre 1837, Stannius se voit offrir un poste à temps plein de professeur d'anatomie comparée, de physiologie et de pathologie générale à l'université de Rostock, ainsi que la direction de l'institut œuvrant sur les mêmes sujets.
Bien que de santé fragile depuis 1843, il est nommé recteur de l'université en 1850 et continue à mener une activité scientifique très active jusqu'en 1854. À partir de cette année, son état s'aggrave et s'accompagne de troubles mentaux. En 1862, il doit renoncer à travailler et passe les vingt dernières années de sa vie dans un hôpital psychiatrique à Sachsenberg, tout près de Schwerin.
Il est l'auteur du deuxième volume de Lehrbuch der vergleichenden Anatomie der Wirbeltiere en 1846. Il travaille également sur le cerveau et le système nerveux des esturgeons et des dauphins (1846 et 1849) et il fait des recherches pharmacologiques sur les effets de la strychnine (1837) et de digitaline (1851).
Ami de longue date de l'anatomiste, zoologiste et physiologiste Rudolph Wagner (1805-1864) de l'université de Göttingen, ils signent leur célèbre dictionnaire de physiologie mais la participation de Stannius semble très réduite.

## Œuvres
- 1849 : Nouveau manuel d'anatomie comparée (Paris).  Traduit de l'allemand par A. Spring et Th. Lacordaire.
  - Tome Deuxième : Animaux vertébrés lire en ligne sur Gallica.